# Blastopsylla adnatariae
Blastopsylla adnatariae är en insektsart som beskrevs av Taylor 1985. Blastopsylla adnatariae ingår i släktet Blastopsylla och familjen rundbladloppor. Inga underarter finns listade i Catalogue of Life.